# St. Pete Beach
St. Pete Beach è una città degli Stati Uniti d'America, situata in Florida, nella Contea di Pinellas.